# Assemblea parlamentare del Mediterraneo
L'Assemblea parlamentare del Mediterraneo è un'organizzazione internazionale che riunisce come membri numerosi paesi che insistono sul bacino omonimo. L'Assemblea, con sede principale a Napoli e sede secondaria a San Marino, ha l'obiettivo di promuovere le migliori condizioni politiche, socio-economiche, ambientali e culturali per i cittadini degli stati membri. 

## Organizzazione
L'Assemblea è un organo transnazionale regionale, provvisto di specifica identità giuridica, e ricopre il ruolo di osservatore presso l'Assemblea generale delle Nazioni Unite. Il suo ruolo consiste nel funzionare come forum di discussione tra i parlamenti dei diversi Stati membri, al fine di promuovere la stabilità, la sicurezza e la pace nel bacino del Mediterraneo. Tale scopo viene raggiunto attraverso la discussione all'interno dell'organizzazione, e la formulazione di raccomandazioni ai parlamenti nazionali ed alle organizzazioni internazionali che insistono nell'area geografica di riferimento.

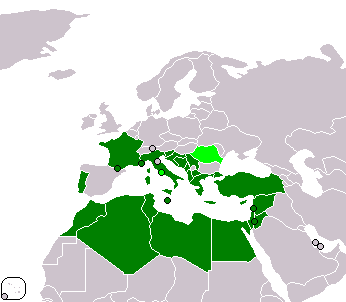
Parlamenti membri
Associati e partner

La struttura dell'Assemblea, retta da un presidente, da un bureau e da un segretariato, è suddivisa in tre comitati, dedicati rispettivamente alla cooperazione politica e della sicurezza, alla cooperazione economica, sociale ed ambientale, al dialogo tra civiltà, e ai diritti umani.
Le priorità dell'Assemblea, oggetto di specifiche risoluzioni, sono: pace, sicurezza, stabilità, commercio, ambiente, dialogo, discriminazione per genere, energia, immigrazione, giovani.
Il presidente attuale dell'Assemblea è l'On. Giulio Centemero
Il 16 dicembre 2009 le è stato riconosciuto lo status di osservatore dell'Assemblea generale delle Nazioni Unite.
     Parlamenti membri
      Associati e partner